# Garde (position de combat)
Pour les articles homonymes, voir Garde.
En combat rapproché (à mains nues ou avec une arme blanche), il faut être prêt à porter un coup ou bien à l'esquiver ou à le parer. Au fil des siècles, les guerriers ont développé des « positions d'attente », ou plutôt « de vigilance », appelées gardes : ce sont des positions du corps et des membres permettant de frapper ou de se défendre rapidement. On distingue souvent les gardes de gaucher des gardes orthodoxes (en), qui impliquent des enjeux stratégiques fondamentaux.

## Description
Pour être efficace, la garde obéit à plusieurs impératifs :
- elle doit pouvoir être conservée longtemps, donc doit être confortable et permettre un relâchement des muscles ; ce relâchement est également important pour pouvoir porter un coup à pleine puissance ;
- elle doit permettre de frapper sans « appel », c'est-à-dire sans devoir armer son coup, geste de préparation qui renseignerait l'adversaire sur l'imminence de l'attaque ;
- elle doit empêcher l'adversaire de porter un coup aux parties sensibles ; on dit que l'on « ferme » sa garde, par opposition à une « ouverture » dans la garde (possibilité pour l'adversaire de porter un coup) ;
- elle doit permettre au combattant de voir ce qui se passe autour de lui.

Chaque domaine et chaque culture a développé des gardes propres, mais elles obéissent toutes aux principes ci-dessus. Dans les arts martiaux japonais (budō), les gardes, appelées kamae, sont des positions de référence qui permettent au combattant d'avoir des repères. Ainsi, la fin d'un coup est elle-même une garde, et est travaillée en tant que telle.
On peut distinguer :
- les positions de face (qui permettent d'avoir une meilleure visibilité, une meilleure mobilité, des positions de profil qui diminuent la surface offerte aux coups) ;
- les positions basses (qui permettent d'avoir une meilleure stabilité, plus de puissance tout en offrant moins de surface aux coups que les positions hautes) ;
- le cas particulier de la garde en position allongée, lors d'une phase de combat au sol, technique particulièrement importante dans le ne waza et le jiu jitsu brésilien.

## À mains nues

### Aïkido
L'aïkido se veut un art martial défensif. Il n'y a donc pas à proprement parler de garde, mais une attitude « naturelle » dite shizen tai. La position de référence est la position hanmi, littéralement « moitié du corps » : un pied est devant et la jambe est fléchie, l'autre pied est derrière et la jambe est tendue, les épaules sont de face ; ainsi, le pratiquant est face au partenaire, a une vue globale de son entourage et ne restreint pas sa mobilité tout en ne présentant « qu'une moitié du corps » (en fait, une hanche est devant).
L'aïkido fut en grande partie construit à partir du travail du sabre (kenjutsu), cette position du corps est de fait commune à certaines écoles d'escrime (ryū).
Un des points important est de rester centré sur son partenaire tout en étant attentif à l'environnement (possibilité d'attaques venant d'autres directions), et de gérer la distance (maai) afin d'avoir le temps de réagir à l'attaque.

### Boxes
Voir article : posture (position de combat)

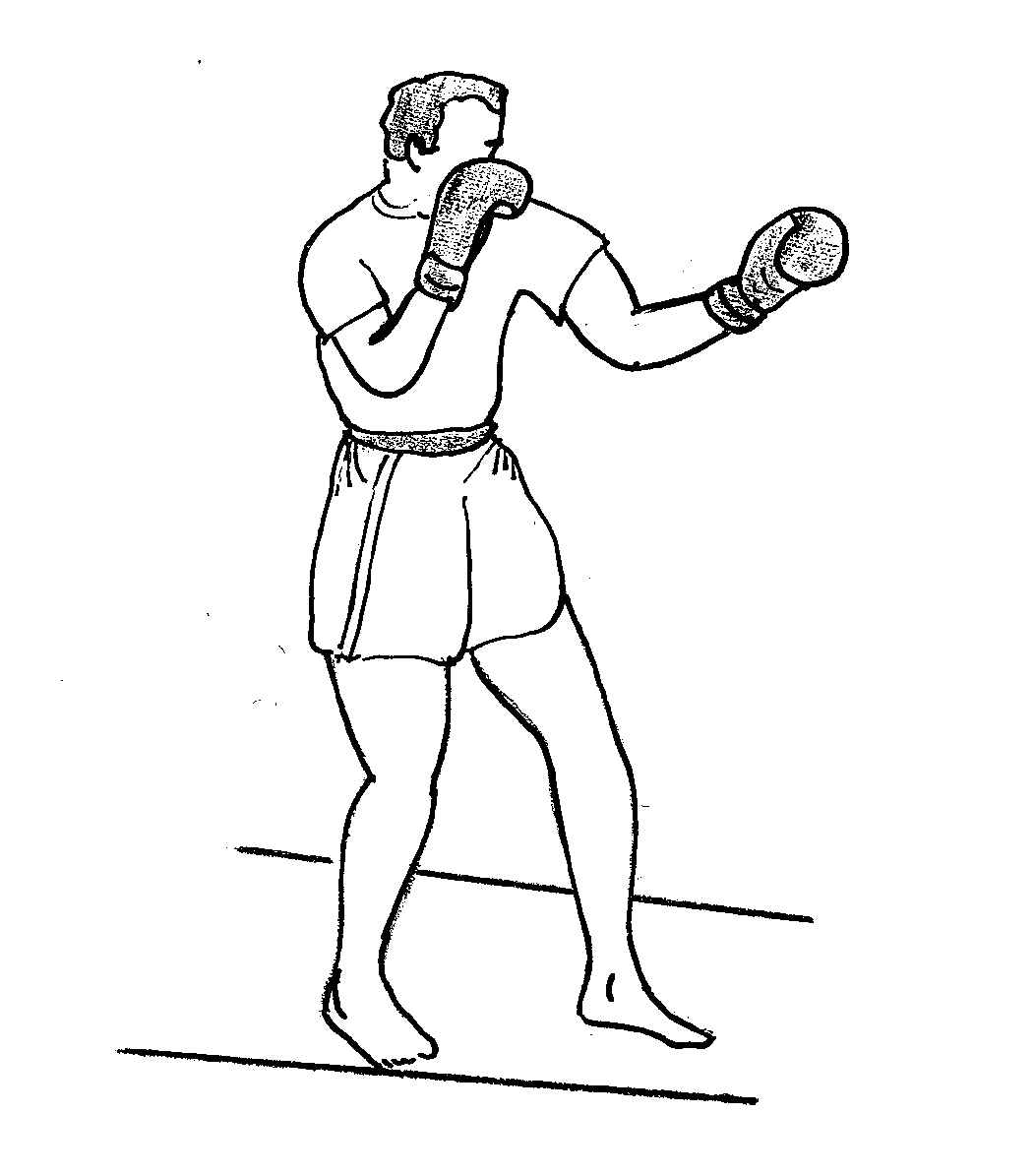
Un type de garde haute dite mixte (un bras en avant) en boxe birmane

En boxe, aussi « attitude de combat ». Lorsqu’on parle de « garde », on pense souvent à la position des bras pour se protéger. Mais bien plus que cela, elle désigne une organisation corporelle permettant au combattant de se préparer à défendre et d’autre part à passer à l’offensive, cela dans une configuration qui lui offre un maximum de sécurité et d’efficacité. Différentes positions permettent de faire face à un adversaire avant et pendant l’engagement et, comme on vient de le dire, sont appelées à défaut « garde ».
Comme son nom l’indique, « être sur ses gardes » c’est se mettre en alerte permanente et adopter une position favorable pour réagir. De nombreuses attitudes de garde existent : « garde de trois-quarts de face », « de profil », « garde inversée », « garde haute », « garde basse », « garde avancée », « garde ramassée », etc. Certes, il très important « d’être gardé » (hermétique), mais il faut également adopter une attitude qui permettre d’agir et de réagir rapidement et avec dextérité. Il faut donc adopter une posture dite « efficace ».
A contrario, un boxeur n’adoptant pas d’attitude définie où les bras sont « en bas » est dit « non gardé ». D’ailleurs, certains boxeurs font ce choix dans la perspective de construire leur jeu sur la base de contre-informations (manœuvres, tromperies).
Une garde est personnelle et comme on vient de le voir, elle est souvent en rapport avec les stratégies à mettre en place.

### Karaté

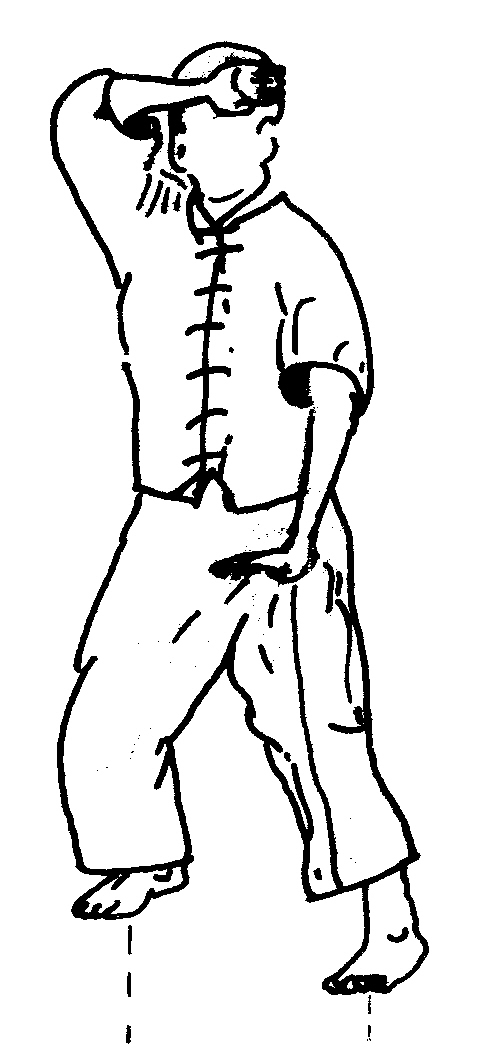
Une garde de type « tigre » en bando birman

En karaté, les positions de base, dites de garde, varient selon le style et le maître (sensei). Ainsi, le Shōtōkan-ryū privilégie une position stable et immobile, dite d'attente : le combattant se tient face à son adversaire, l'une des jambes en arrière légèrement pliée et la pointe du pied au sol, l'autre en avant pliée à 120°. Les genoux sont toujours tournés vers l'avant. 
Par opposition, le Shito-ryū privilégie une position similaire, où les jambes sont légèrement plus pliées pour favoriser l'équilibre du combattant ; la mobilité est très importante : le combattant bouge donc constamment dans un mouvement de va-et-vient, ses pointes de pieds frottant sur le sol. Ce mouvement augmente l'agilité et la vitesse d'action.
À noter qu’il existe une différence entre les gardes utilisées pour les katas et celles utilisées pour le combat. En effet, les gardes de kata auront souvent une main en hikite (littéralement : "tirer la main", que ce soit au-dessus de la tête, au niveau des hanches...) tandis que celles de combat vont parfois consister en une pose très souple et stable avec les deux bras fortement en avant pour minimiser les angles d’attaques et ouvertures.

### Tae kwon do
Le style du taekwondo est fondé sur la vitesse d'exécution et le mouvement perpétuel pour augmenter la vitesse d'action. Le combattant est de côté et saute d'un pied à l'autre. Le jeu de pied est très important : en effet, la jambe arrière est sollicitée le plus souvent, car cette attaque est à la fois puissante et permet une allonge importante.

### Kung fu wu shu
Dans le style tai zu, on considère que les parties les plus sensibles sont :
- les genoux : les coups de pied aux genoux sont rapides (contrairement aux cibles plus hautes), et ce sont des articulations relativement fragiles et qui supportent le reste du corps ;
- les parties génitales : facilement accessibles, la douleur provoque une incapacité ;
- le visage, notamment les yeux.

La garde la plus courante consiste donc à avoir les deux pieds à 45° par rapport à l'axe du corps, du même côté (les deux pieds sont tournés à gauche si la jambe droite est devant, à droite si la jambe gauche est devant) : un coup montant vers les parties génitales est bloqué par la fermeture des cuisses, et un coup de pied au genou fera plier celui-ci dans le sens naturel de l'articulation, ne provoquant pas de blessure. Une main protège les parties génitales (et l'abdomen), et une main protège le visage. Le poids est à 60 % sur la jambe arrière et à 40 % sur la jambe avant, permettant d'effectuer un coup de pied rapidement avec la jambe avant.

### Krav-maga
Le krav-maga possède plusieurs gardes, mais la principale consiste à avoir le pied avant 45° à l'intérieur pour protéger le triangle génital, et pas les deux pieds sur un même axe pour éviter tout balayage, dans le même axe que le corps, le pied arrière est en retrait d'environ entre 30 cm et 45 cm et son talon est relevé, le pied avant est en revanche à plat, les genoux très légèrement fléchis, les mains hautes (doigts plus ou moins au niveau du nez et non pas des yeux, pour éviter avec le recul d'une frappe d'attraper les doigts dans ses propres yeux et d'être gêné), coudes serrés, épaules légèrement relevées, les mains sont ouvertes (pour permettre différentes défenses mains ouvertes) mais sans trop tendre les doigts (pour ne pas donner la possibilité à un opposant de les saisir). Le poids du corps est plutôt porté vers l'avant (environ 2/3).

## Escrimes

### Canne de combat
En canne de combat, la garde est une position où le pied correspondant à la main qui tient la canne est légèrement en avant, avec la pointe dirigé vers l'adversaire, le buste face à l'adversaire (et non pas de profil), ce qui implique que l'autre pied est légèrement écarté (et pas en ligne), la pointe vers l'extérieur, et les genoux sont juste assez fléchis pour faire des pas chassés. La canne est dirigée vers le plexus de l'adversaire, le coude fléchi et décollé des hanches.
En fait, la position des jambes est similaire à la garde de boxe française à qui elle est associée.

### Escrime européenne

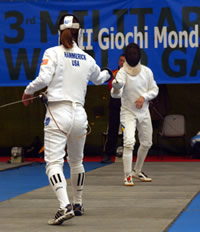
Compétition d'escrime

L'escrime moderne est une évolution de l'escrime martiale. Celle-ci s'est radicalement transformée par l'arrivée des armes à feu à la Renaissance : les armures et les boucliers devenant inutiles, on put alléger les épées et les sabres, qui devinrent plus fins et plus souples, plus légers. Certaines écoles, notamment espagnoles, pratiquaient avec une épée et une dague (ce qui influença d'ailleurs le kali arnis eskrima philippin).
En devenant sport, l'escrime a défini des règles d'engagement garantissant une loyauté (fair-play) et un intérêt en tant que spectacle (zones de touche, interdiction de croiser les jambes au sabre…).
En escrime, les jambes sont fléchies afin d'avoir une bonne mobilité. Le buste est de profil, le bras armé est en avant légèrement fléchis. Le poignet est en sixte à l'épée et au fleuret, en tierce au sabre, mais se modifie selon les circonstances. Le bras non armé sert à équilibrer le corps.

### Kenjutsuet kendo

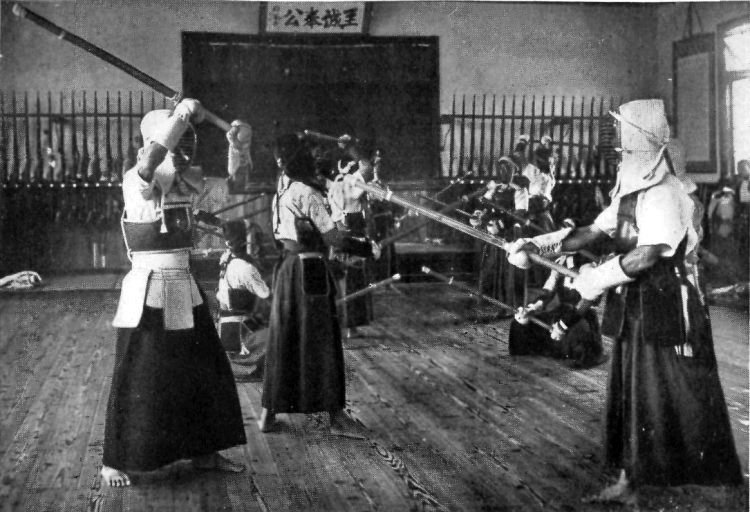
Kendo : garde haute (jodan no kamae) à gauche, garde moyenne (seigan no kamae) à droite

Les gardes, ou kamae, varient selon les écoles, et selon que l'on utilise un ou deux sabres (daisho). L'escrime japonaise, ou kenjutsu, pratiquée par les samouraïs mise principalement sur la mobilité, et aussi sur l'honneur et la sincérité, valeurs mises en avant par le bushido. Par ailleurs, jusqu'à l'arrivée des armes à feu (et donc la fin de l'utilité des sabres), le Japon était naturellement protégé des invasions par la mer et un vent rendant difficile la navigation depuis la côte (le kamikaze, le « vent des dieux »), et il n'a quasiment jamais été tenté d'invasion (mis à part une invasion mongole au XIIIe siècle, la guerre contre les Aïnous, l'invasion de l'archipel des Ryūkyū en 1609 et quelques tentatives d'invasion de la Corée par Hideyoshi Toyotomi). Les guerriers ne se sont donc quasiment jamais frottés à d'autres cultures ni à d'autres manières de combattre.
L'installation d'une paix avec la période Edo a transformé l'art du sabre, qui est devenu un art de duel et non plus une technique de bataille. Le kendo, « voie du sabre » (voie dans le sens art de vivre et non plus technique meurtrière) a évolué au XXe siècle pour devenir un sport de combat, avec non plus une notion de coupe mais une notion de touche.
Il en résulte que certaines attitudes sont jugées comme « irréalistes » dans d'autres domaines. Ainsi, les gardes se font avec les épaules de face, là où d'autres pays ont développé des gardes de profil, présentant moins de surface à la frappe. Cette garde de face est de plus rendue nécessaire par le tenue du sabre à deux mains, cohérente avec l'absence de bouclier.
Les kamae sont un ensemble de situations de combat, de transitions entre les coups, il en existe donc une multitude : sabre haut, en position médiane ou bas, tenu devant, sur le côté ou caché derrière le corps…

## Au sol

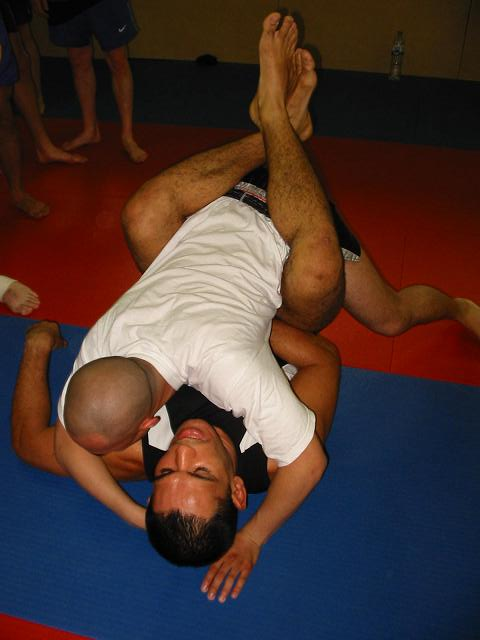
Garde fermée, lors d'une phase de grappling.

Lors des phases de combat au sol, la garde est une position primordiale, permettant de se défendre contre les coups de son adversaire ou de placer des techniques de soumission. On la retrouve dans de nombreux sports spécialisés dans le combat au sol, le ne waza au judo, le sambo, le grappling, le jiu jitsu brésilien ou encore le combat libre. Ainsi, avant les années 1990, la position allongée dos au sol, lors d'un combat, avec un adversaire au-dessus de soi, était considérée comme très précaire, et on se rend compte maintenant que le combattant en position inférieure n'est pas forcément le plus en danger.
La garde au sol en gracie jiu jitsu peut se définir par la position suivante : le combattant est sur le dos, allongé, son partenaire est sur lui, entre ses jambes. Trois variantes principales existent :
- la garde dite fermée, où l'on referme ses deux jambes autour du buste de l'adversaire, en croisant les chevilles dans son dos. Cette garde est défensive, ne permet pas une grande mobilité, mais permet de contenir fermement un adversaire.
- la garde dite ouverte, où l'on garde ses jambes de chaque côté de l'adversaire, sans les croiser. Elle permet d'avoir plus de mobilité et d'attaquer plus facilement.
- la demi-garde, ou l'on enserre une des jambes de l'adversaire du dessus avec ses deux jambes.

Certains combattant de jiu jitsu brésilien se sont spécialisés dans des gardes très efficaces, tel Ricardo de la Riva qui a donné son nom à la « garde de la Riva ».
En compétition, le passage de la garde, qui consiste pour l'adversaire du dessus à sortir de la garde, c’est-à-dire à passer le barrage constitué par les jambes de l'adversaire du dessous, est récompensé par l'attribution d'un grand nombre de points ; ainsi en jiu jitsu brésilien, cette technique rapporte 3 points.